# Gurzil Patera
La Gurzil Patera è una struttura geologica della superficie di Io.